# 허우리구

후리 구 의 위치 (后里 區 的 位置)

후리 구(한국어: 후리구, 중국어: 后里區, 병음: Hòulǐ Qū)는 중화민국 타이중시의 시할구이다. 넓이는 58.9439km2이고, 인구는 2015년 8월 기준으로 54,210명이다.

## 지리 ( 地理 )
허우리 구는 타이중시의 북쪽에 위치하고, 북쪽은 대안시 ( 大安溪 )를 사이에 두고 먀오리 구 ( 苗栗 區 )와, 남쪽은 대갑시 ( 大甲溪 )를 사이에 두고 선강 구 및 펑위안 구와, 서쪽은 월미 산 ( 月眉山 ) 을 사이에 두고 와이푸 구 ( 外埔 區 )와, 동쪽은 비두 산 ( 埤頭山 ) 을 사이에 두고 둥스 구와 접하고 있다. 구 총면적의 80%는 대지이며, 나머지 20%는 구릉 지대이다. 지형은 동북부가 해발 300m로 높아지고 남서쪽을 향해 내리막의 경사를 이루며 최저 지점은 해발 120m이다.

## 역사 ( 歷史 )
허우리 구는 타이중시 북부에 위치하고, 예전에는 내포 ( 内埔 ) 로 불렸다. 원래는 박달해족 ( 拍宰海族, Pazeh ) 안리구사의 거주지였다. 허우리라는 지명의 유래는 초기에 이주한 한족 취락이 원주민의 마서구사의 배후에 위치한 것에서 후리 ( 后里 ) 라고 명명되었다고 여겨진다. 청초에 허우리 지구는 제라현에 속하고 있었지만, 1731년에 담수청에, 1887년에는 묘률현 귀속으로 행정구의 개혁을 했다. 일본의 통치가 시작되면서, 1898년에 다이추 현 다이코 변무서 뵤리쓰 3보 ( 苗栗 三堡 ) 로 개편되었고 1920년에는 다이추 주 도요하라 군 내포 장 ( 内埔莊 )으로 고쳐졌다. 전후의 1950년에 타이중 현 네이푸 향 ( 內埔鄉 )으로 고쳐졌지만, 핑둥 현 네이푸 향과 이름이 같아서, 1955년에 후리 향 ( 后里鄉 )으로 개칭되어 현재에 이르고 있다.

## 교통 ( 交通 )
- 타이완 철로관리국 타이중 선
- 국도 1호선